# Associação de Futebol de Malta
A Associação de Futebol de Malta (em maltês: Federazzjoni tal-futbol ta' Malta; em inglês: Malta Football Association, MFA) é a entidade máxima do futebol maltês.